# Klaas Twisk
Klaas „Jimmy” Twisk (ur. 13 lipca 1930, zm. 3 kwietnia 1999) – holenderski kierowca wyścigowy.
Wystartował Cooperem T51 w dwóch wyścigach Formuły 1 niewliczanych do cyklu Mistrzostw Świata. Ścigał się ponadto w Formule 2, Formule 3 i Formule Junior. W 1960 roku wygrał wyścig Formuły 2 B.R.S.C.C. Race oraz zajął trzecie miejsce w zawodach Paris Prix.

## Wyniki
| Rok  | Seria | Wyścig                                        | Tor                      | Zespół           | Samochód          | Wyś. | Źródło |
| ---- | ----- | --------------------------------------------- | ------------------------ | ---------------- | ----------------- | ---- | ------ |
| 1959 | F2    | Maidstone and Mid-Kent                        | Silverstone              | The Tulip Stable | Cooper T51-Climax | NU   | [ 2 ]  |
| 1959 | F2    | London Trophy                                 | Crystal Palace           | The Tulip Stable | Cooper T51-Climax | 10   | [ 3 ]  |
| 1959 | F2    | B.R.S.C.C. Race                               | Mallory Park             | The Tulip Stable | Cooper T51-Climax | NU   | [ 4 ]  |
| 1959 | F1    | Silver City Trophy                            | Snetterton               | The Tulip Stable | Cooper T51-Climax | 16   | [ 5 ]  |
| 1960 | F2    | Oulton Park Trophy                            | Oulton Park              | The Tulip Stable | Cooper T51-Climax | NU   | [ 6 ]  |
| 1960 | F2    | Norfolk Trophy                                | Snetterton               | The Tulip Stable | Cooper T51-Climax | NW   | [ 7 ]  |
| 1960 | F2    | Lancashire and Cheshire C.C.                  | Oulton Park              | The Tulip Stable | Cooper T51-Climax | NU   | [ 8 ]  |
| 1960 | F2    | Paris Prix                                    | Linas-Montlhéry          | The Tulip Stable | Cooper T51-Climax | 3    | [ 9 ]  |
| 1960 | F2    | Grand Prix des Frontières                     | Chimay                   | The Tulip Stable | Cooper T51-Climax | NU   | [ 10 ] |
| 1960 | F2    | Aintree Trophy                                | Aintree                  | The Tulip Stable | Cooper T51-Climax | NW   | [ 11 ] |
| 1960 | F2    | Vanwall Trophy                                | Snetterton               | The Tulip Stable | Cooper T51-Climax | NU   | [ 12 ] |
| 1960 | F2    | B.R.S.C.C. Race                               | Rufforth                 | The Tulip Stable | Cooper T51-Climax | 1    | [ 13 ] |
| 1960 | F2    | Flugplatzrennen Zeltweg                       | Zeltweg                  | The Tulip Stable | Cooper T51-Climax | NU   | [ 14 ] |
| 1960 | F2    | Preis von Tirol                               | Alpenflughafen Innsbruck | The Tulip Stable | Cooper T51-Climax | NU   | [ 15 ] |
| 1960 | F2    | Lewis-Evans Trophy                            | Brands Hatch             | The Tulip Stable | Cooper T51-Climax | ?    | [ 16 ] |
| 1960 | F2    | Leinster Trophy                               | Dunboyne                 | The Tulip Stable | Cooper T51-Climax | NU   | [ 17 ] |
| 1961 | FJ    | Aston Martin Owners Club Trophy               | Silverstone              | The Tulip Stable | Lola Mk2-Ford     | NW   | [ 18 ] |
| 1961 | F1    | London Trophy                                 | Crystal                  | The Tulip Stable | Cooper T51-Climax | NU   | [ 19 ] |
| 1961 | FJ    | Coupe Int. de Vitesse                         | Reims                    | The Tulip Stable | Lola Mk3-Ford     | NU   | [ 20 ] |
| 1961 | FJ    | Grand Prix Cidonio L'Aquila                   | Collemaggio              | The Tulip Stable | Lola Mk3-Ford     | NU   | [ 21 ] |
| 1961 | FJ    | B.A.R.C. August Bank Holiday Meeting          | Aintree                  | The Tulip Stable | Lola Mk2-Ford     | NU   | [ 22 ] |
| 1961 | FJ    | Grand Prix Nogaro                             | Nogaro                   | The Tulip Stable | Lola Mk3-Ford     | NU   | [ 23 ] |
| 1963 | FJ    | Grand Prix Monako                             | Monte Carlo              | The Tulip Stable | Brabham BT2-Ford  | 12   | [ 24 ] |
| 1963 | FJ    | Circuito Internazionale Riviera di Cesenático | Cesenático               | The Tulip Stable | Brabham BT2-Ford  | NW   | [ 25 ] |
| 1963 | FJ    | Circuito del Garda                            | Salò                     | The Tulip Stable | Brabham BT2-Ford  | NU   | [ 26 ] |
| 1963 | FJ    | Eläintarhan Ajot                              | Eläintarha               | The Tulip Stable | Brabham BT2-Ford  | 9    | [ 27 ] |
| 1963 | FJ    | Grand Prix des Frontières                     | Chimay                   | The Tulip Stable | Brabham BT2-Ford  | NU   | [ 28 ] |
| 1963 | FJ    | Preis von Wien                                | Aspern                   | The Tulip Stable | Brabham BT2-Ford  | NU   | [ 29 ] |
| 1963 | FJ    | Grand Prix Rouen                              | Rouen                    | The Tulip Stable | Brabham BT2-Ford  | NZ   | [ 30 ] |
| 1963 | FJ    | Grand Prix Cidonio L'Aquila                   | Collemaggio              | The Tulip Stable | Brabham BT2-Ford  | 5    | [ 31 ] |
| 1963 | FJ    | Grand Prix Solitude                           | Solitude                 | The Tulip Stable | Brabham BT2-Ford  | 11   | [ 32 ] |
| 1963 | FJ    | Grand Prix Enna-Pergusa                       | Enna-Pergusa             | The Tulip Stable | Brabham BT2-Ford  | NU   | [ 33 ] |
| 1963 | FJ    | Grand Prix Zolder                             | Zolder                   | The Tulip Stable | Brabham BT2-Ford  | 14   | [ 34 ] |
| 1963 | FJ    | Grand Prix Albi                               | Albi                     | The Tulip Stable | Brabham BT2-Ford  | NZ   | [ 35 ] |
| 1963 | FJ    | ADAC-Eifelpokal-Rennen                        | Nürburgring              | The Tulip Stable | Brabham BT2-Ford  | NU   | [ 36 ] |
| 1964 | F3    | Trofeo Bruno e Fofi Vigorelli                 | Monza                    | H Wilshin        | Cooper-Ford       | NW   | [ 37 ] |
| 1964 | F3    | Grand Prix Kopenhagi                          | Roskilde Ring            | The Tulip Stable | Cooper T67-Ford   | 10   | [ 38 ] |
| 1964 | F3    | Coupe de Bolderberg                           | Zolder                   | The Tulip Stable | Cooper T67-Ford   | NW   | [ 39 ] |